# جان دان (كاتبة)
جان دان (بالإنجليزية: Jan Dunn)‏ هي كاتبة سيناريو ومخرجة بريطانية، ولدت في 15 مايو 1963 في مايدنهيد (إنجلترا) في المملكة المتحدة.

## وصلات خارجية
- الموقع الرسمي
- جان دان على موقع IMDb (الإنجليزية)
- جان دان على موقع ألو سيني (الفرنسية)
- جان دان على موقع أول موفي (الإنجليزية)
- جان دان على موقع قاعدة بيانات الفيلم (الإنجليزية)
- جان دان على موقع كينوبويسك (الروسية)